# محمد أردوغان (نائب)
محمد أردوغان (بالتركية: Mehmet ERDOĞAN)‏ (ولد في 30 أكتوبر 1956، بيسني، آدييامان) هو سياسي تركي ونائب عن مدينة غازي عنتاب لحزب العدالة والتنمية.

## الحياة الشخصية
ولد عام 1956 ودرس في كلية الاقتصاد والعلوم الإدارية، قسم إدارة الأعمال وتخرج من جامعة الأناضول. وهو متزوج ولديه 6 أولاد.